# Воронежская антеклиза
Воронежская антеклиза (укр. Воронезька антекліза) — положительная тектоническая структура на юге Русской плиты с высоким залеганием докембрийского фундамента.
Охватывает территорию юго-запада европейской части России, северо-востока Украины, заходит на восток Белоруссии. Ограничена на северо-западе Оршанской впадиной и Жлобинской седловиной, на юго-западе и юге Припятско-Донецким авлакогеном, на востоке Прикаспийской синеклизой и на северо-востоке Московской синеклизой. Протягивается с северо-запада на юго-восток на 800 км, ширина 300—400 км.
В сводах поверхность фундамента залегает обычно на глубине 40—250 м, местами выходит на поверхность земли. Северо-восточные и восточные склоны пологие, южные более крутые. Выделяются подчиненные структуры (например, Суражский и Грамяцкий перекрытые горсты, которые разделены Клинцовским грабеном). Платформенный чехол на крыльях состоит из осадочных пород рифея и венда (на востоке), девона и перми — триаса (на юге), мезозоя и кайнозоя. Воронежская антеклиза сформировалась преимущественно в герцинскую эпоху складчатости.
К антеклизе приурочены железные руды Курской магнитной аномалии.